# Division de forteresse Frankfurt an der Oder
La  Division de forteresse Frankfurt an der Oder (en allemand : Festungs-Division Frankfurt/Oder) est une des divisions d'infanterie de la Wehrmacht durant la Seconde Guerre mondiale.

## Création
La Festungs-Division Frankfurt/Oder est formée en janvier 1945 à Francfort-sur-l'Oder en Allemagne.
Elle est capturée par l'Armée rouge le 23 avril 1945.

## Organisation

### Commandants
| Date                           | Grade           | Commandant             |
| ------------------------------ | --------------- | ---------------------- |
| 29 janvier 1945 - 27 mars 1945 | Generalleutnant | Hermann Meyer-Rabingen |

## Théâtres d'opérations
- Est de l'Allemagne : Janvier 1945 - Avril 1945

## Ordres de bataille
- Festungs-Grenadier-Regiment 1
- Festungs-Grenadier-Regiment 2
- Festungs-Grenadier-Bataillon 3
- Festungs-Grenadier-Regiment 4
- Festungs-Infanterie-Bataillon 1449
- Festungs-MG-Bataillon 84
- Festungs-Flak-Bataillon 829
- Artillerie-Ersatz- und Ausbildungs-Abteilung 59
- Festungs-Artillerie-Abteilung 1325
- Festungs-Artillerie-Abteilung 1326
- Festungs-Artillerie-Abteilung 3157
- Pionier-Sperr-Bataillon 952
- Festungs-Pak-Verband XXVI